# Bachmatówka
Bachmatówka – wieś w Polsce położona w województwie podlaskim, w powiecie sokólskim, w gminie Sokółka.
Wieś królewska ekonomii grodzieńskiej położona była w końcu XVIII wieku  w powiecie grodzieńskim województwa trockiego. W latach 1975–1998 miejscowość administracyjnie należała do województwa białostockiego.
Pochodzenie nazwy miejscowości tłumaczone jest istniejącą tutaj kiedyś hodowlą koni – bachmatów.
Według danych z 2011 roku miejscowość zamieszkiwało 56 osób.
Wierni kościoła rzymskokatolickiego należą do parafii Wniebowzięcia Najświętszej Maryi Panny w Sokółce.